# 格彩臂金龟
格彩臂金龟（学名：Cheirotonus gestroi）一种分布于南亚、中南半岛及中国西部等地区的大型甲虫，隶属于臂金龟科彩臂金龟属（长臂金龟属），也有资料将臂金龟科视为金龟子科的一个亚科。

## 形态特征

### 成虫
成虫体长58～63毫米，宽28～35毫米。身体呈长椭圆形。前胸背板为古铜色泛绿紫光泽，	鞘翅底色为黑褐色，具有不规则黄褐色斑点。雄虫前足延长，雌虫前足正常。胸部腹面及腹部侧缘具有长而密的黄色绒毛。

### 幼虫
身体白色，头壳为黄褐色、棕色至棕红色，足淡黄褐色。体侧气门明显，周缘浅褐色。

### 蛹
蛹长约5.5厘米，宽约2.5厘米，浅黄色。

## 分布
格彩臂金龟分布于印度、缅甸、老挝、泰国、越南等地。中国于云南、广西、甘肃、四川等地有发现。